# Aksamitna rewolucja

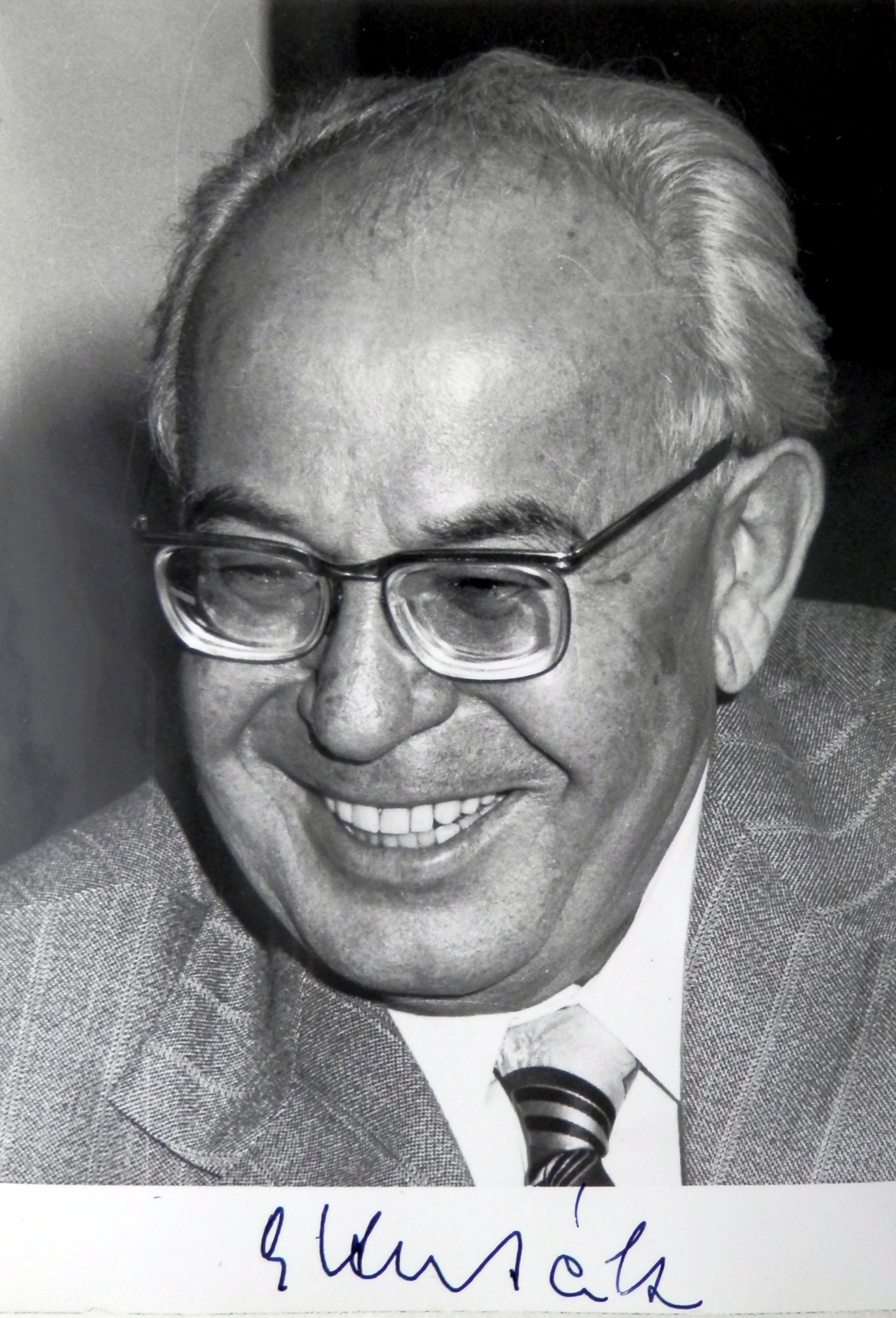
Gustáv Husák (1986)

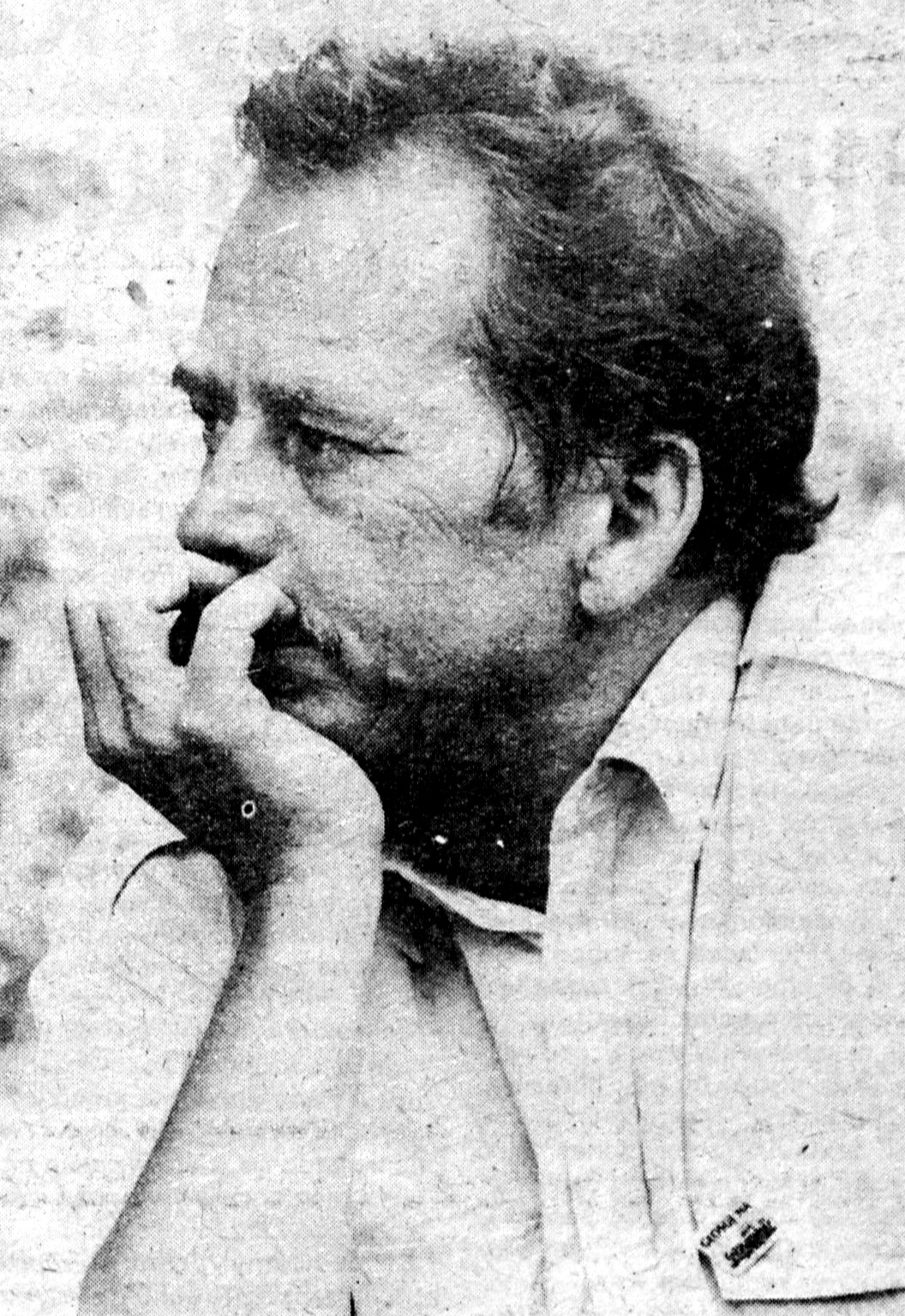
Václav Havel (1991)

Aksamitna rewolucja (cz. Sametová revoluce, Něžná revoluce; słow. Nežná revolúcia) – określenie wydarzeń z 1989 roku w Czechosłowacji, które doprowadziły do obalenia systemu tzw. „demokracji ludowej”, elit sprawujących władzę oraz pozwoliły na transformację ustrojową i wstąpienie Czechosłowacji na drogę demokracji parlamentarnej.

## Geneza
Po upadku praskiej wiosny w Czechosłowacji nastąpiła „normalizacja”, czyli przywrócenie kontroli Komunistycznej Partii Czechosłowacji nad wszystkimi aspektami życia. Normalizacja przyniosła czystki, represje i masowe ucieczki dziesiątek tysięcy osób. Na początku lat 70. władze zaproponowały społeczeństwu zagwarantowanie wysokiego poziomu życia w zamian za rezygnację ze swobód obywatelskich. W latach 70. wykształciła się nieliczna grupa opozycjonistów. Po opublikowaniu tekstów Międzynarodowych Paktów Praw Człowieka w 1976 roku, 6 stycznia 1977 roku 242 czechosłowackich intelektualistów i opozycjonistów podpisało się pod deklaracją Karty 77. Do końca istnienia komunizmu w Czechosłowacji łącznie 1898 osób zdecydowało się na podpisanie dokumentu. Na przełomie lat 70. i 80. wielu opozycjonistów trafiło do więzień lub wyemigrowało przy obojętności społeczeństwa. Działacze Karty 77 i Komitetu Obrony Niesprawiedliwie Prześladowanych (cz. Výbor na obranu nespravedlivě stíhaných; VONS) z radością przyjęli powstanie w Polsce Niezależnego Samorządnego Związku Zawodowego „Solidarność”.
W 1988 roku zaczęły powstawać nowe grupy opozycyjne (Czechosłowacki Komitet Helsiński, „Czeskie dzieci”, Inicjatywa Demokratyczna,  Klub na rzecz Socjalistycznej Przebudowy „Odnowa”, Niezależne Stowarzyszenie pokojowe – Inicjatywa na rzecz Demilitaryzacji Społeczeństwa, Pokojowy Klub im. Johna Lennona, Ruch na rzecz Wolności Obywatelskiej). Skupiały one różne środowiska, zaś wspólna cechą  ugrupowań była chęć przełamania marazmu i ożywienia społeczeństwa. Większość inicjatyw działała w czeskiej części państwa. Na Słowacji aktywny był Kościół katolicki, którego działaczom udało się wezwać mieszkańców Bratysławy do udziału w milczącej manifestacji na rzecz wolności religijnej (pierwszej od wielu lat). 25 marca 1988 roku 5 tysięcy osób zebrało się w centrum Bratysławy, modląc się i trzymając w rękach zapalone świece. Kolejne manifestacje odbyły się w Pradze – 21 sierpnia (w 20. rocznicę inwazji wojsk Układu Warszawskiego) i 28 października (w dniu przedwojennego święta narodowego w Czechosłowacji). Manifestacje te brutalnie rozproszono, a setki uczestników zatrzymano.
15–21 stycznia, w 20. rocznicę śmierci Jana Palacha, odbyły się masowe manifestacje w Pradze („tydzień Palacha”). Organizatorów skazano na kary kilku miesięcy więzienia. Represje spotkały się z reakcją środowisk kulturalnych, które ogłosiły protest. Manifestacje z 21 sierpnia i 28 października 1989 roku nie przybrały szerszego wymiaru niż w 1988. Istniała obawa, że komunizm w Czechosłowacji utrzyma się pomimo przemian ustrojowych w Polsce i na Węgrzech oraz początków rewolucji w Niemieckiej Republice Demokratycznej.
Na początku listopada 1989 roku we Wrocławiu odbył się Przegląd Czechosłowackiej Kultury, zorganizowany przez Solidarność Polsko-Czechosłowacką. Na imprezie tysiące młodych Czechów spotkało się z zakazanymi w kraju emigracyjnymi artystami. Według Václava Havla wydarzenie było „uwerturą do aksamitnej rewolucji”.

## Protesty

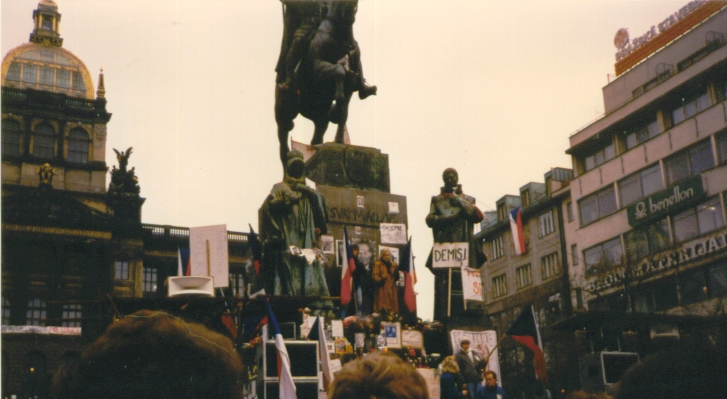
Protesty na Placu Wacława – 17 listopada 1989

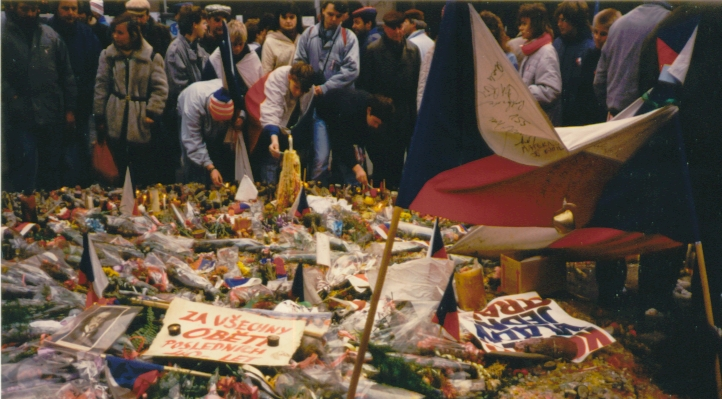
Składanie kwiatów i wieńców – 17 listopada 1989

Aksamitna rewolucja wybuchła 17 listopada 1989 roku w Pradze. Tego dnia zorganizowano legalną uroczystość upamiętniającą 50. rocznicę zamknięcia czeskich szkół wyższych przez Niemców. Organizatorzy spodziewali się pięciu tysięcy uczestników manifestacji, jednak w obchodach wzięło udział ok. 50 tys. osób. Uroczystość przerodziła się w manifestację antykomunistyczną, zaś uczestnicy zaczęli przenosić się na Plac Wacława. Aby podkreślić pokojowość pochodu, demonstranci próbowali wręczać milicjantom kwiaty. Unieważniono legalność uroczystości, a uczestników manifestacji rozpędzono. 560 osób odniosło rany, wiele osób aresztowano, zaś według krążącej pogłoski podczas pacyfikacji zginął jeden student.
18 listopada ogłoszono tygodniowy strajk studentów. Domagano się ukarania osób odpowiedzialnych za brutalne rozpędzenie uczestników manifestacji, ustąpienia dotychczasowych władz i podjęcia rozmów ze społeczeństwem. Studenci zaapelowali do mieszkańców Czechosłowacji o zorganizowanie strajku generalnego. Protest stopniowo wyszedł poza Pragę i objął kolejne miasta. Radio Wolna Europa podała plotkę o śmierci uczestnika demonstracji z 17 listopada. Przy bierności milicji, na ulicy Narodni Trzida mieszkańcy Pragi zaczęli stawiać świeczki w domniemanym miejscu śmierci studenta.
19 listopada odbyła się kolejna manifestacja w Pradze. Powstał studencki komitet koordynacyjny, a w nocy z 19 na 20 listopada Forum Obywatelskie (cs. Občanské fórum, OF), na której czele stanął Václav Havel. OF stał się główną strukturą organizacyjną protestów w Czechosłowacji. Minister spraw wewnętrznych Alojz Lorenc wydał zakaz podejmowania działań przeciwko protestującym. Tego samego dnia Václav Havel zwołał spotkanie sygnatariuszy Karty 77.
20 listopada na Słowacji powstało Społeczeństwo przeciw Przemocy (słow. Verejnosť proti násiliu, VPN), będąca odpowiednikiem czeskiego Forum Obywatelskiego. W Pradze w manifestacji wzięło udział 100 tys. osób. W Brnie demonstrowało 40 tys. osób, zaś do mniejszych zgromadzeń doszło w Bratysławie i Ostrawie.
21 listopada premier Czechosłowacji Ladislav Adamec przyjął przedstawicieli Forum Obywatelskiego, ale stwierdził, że przedmiotem negocjacji nie może być ustąpienie Gustáva Husáka oraz porzucenie systemu komunistycznego. Po fiasku rozmów doszło do kolejnych demonstracji, a opozycja poparła apel studentów o zorganizowanie dwugodzinnego strajku generalnego, który przypadł 27 listopada 1989 roku. Rozszerzał się strajk studentów, a bunt dotarł do telewizji. W Pradze manifestacja liczyła 200 tys. osób. Władze zdecydowały się na postawienia wojska w stan gotowości, a minister obrony Czechosłowacji wygłosił telewizyjne przemówienie.
23 listopada w Pradze zgromadziło się 300 tys. osób, które domagały się zmian ustrojowych.
24 listopada na plenum Komitetu Centralnego Komunistycznej Partii Czechosłowacji całe kierownictwo partii (z Milošem Jakešem na czele) podało się do dymisji. Partia wyraziła gotowość do reform politycznych, społecznych i gospodarczych. Nowym pierwszym sekretarzem generalnym Komunistycznej Partii Czechosłowacji został Karel Urbánek.

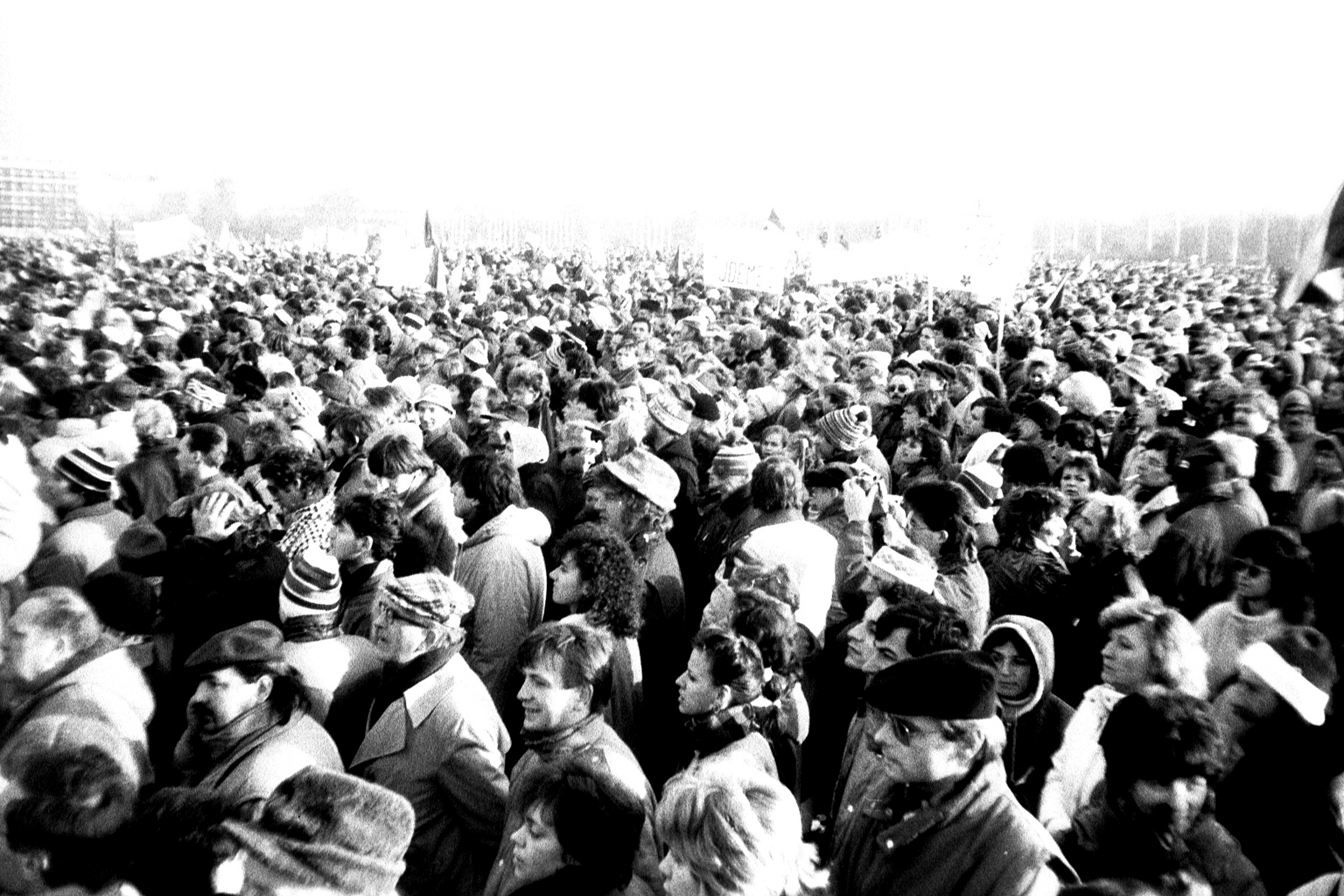
Demonstracja w Pradze – 25 listopada 1989

25 listopada delegacje z całej Czechosłowacji przyjechały do Pragi na zorganizowaną przez Forum Obywatelskie manifestację. Według szacunków w stolicy zgromadziło się ok. 800 tys. osób. Na zgromadzeniu (po raz pierwszy transmitowanym na żywo w telewizji) przemawiali m.in. lider Praskiej Wiosny Alexander Dubček oraz lider Forum Obywatelskiego Václav Havel. Oceniono zmiany w Komunistycznej Partii Czechosłowacji za niewystarczające i wezwano do kolejnych manifestacji. Wieczorem w telewizji wystąpił sekretarz generalny Komunistycznej Partii Czechosłowacji Karel Urbánek, który zaapelował o budowę „socjalizmu bez błędów”. Premier Ladislav Adamec zapowiedział podjęcie kolejnych rozmów z Forum Obywatelskim i zwolnienie więźniów politycznych. Późnym wieczorem telewizja nadała po raz pierwszy wypowiedź Václava Havla.
26 listopada doszło do negocjacji pomiędzy Forum Obywatelskim a rządem Czechosłowacji. Przedstawiciele opozycji powtórzyli swoje żądania. Obie strony postanowiły wrócić do rozmów po strajku generalnym. Premier Adamec otrzymał zaproszenie na kolejną manifestację. Kiedy próbował na niej przemawiać, tłumacząc swoje wątpliwości związane ze strajkiem, pół miliona ludzi zaczęło skandować Dymisja, dymisja. Ponadto uczestnicy manifestacji dzwonili kluczami, które symbolizowały ostatni dzwonek dla rządu komunistycznego. Klucze stały się znakiem rozpoznawczym listopadowych protestów.
27 listopada, pomimo akcji dezinformacyjnych Státní bezpečnost, o godzinie dwunastej rozpoczął się strajk generalny, który przebiegał pod hasłami wolne wybory i Dość rządów jednej partii. Miliony ludzi wzięło udział w proteście. Według szacunków strajk poparło 75% mieszkańców Czechosłowacji.
28 listopada podczas rozmów Forum Obywatelskiego i rządu, Václav Havel wysunął nowe żądania (w tym zmianę konstytucji i dymisję rządu). Studenci przedłużyli swój strajk do 3 grudnia na wieść o tym, że władze nie zgodziły się na część postulatów (w tym na dymisję prezydenta i premiera).

## Zmiana władzy

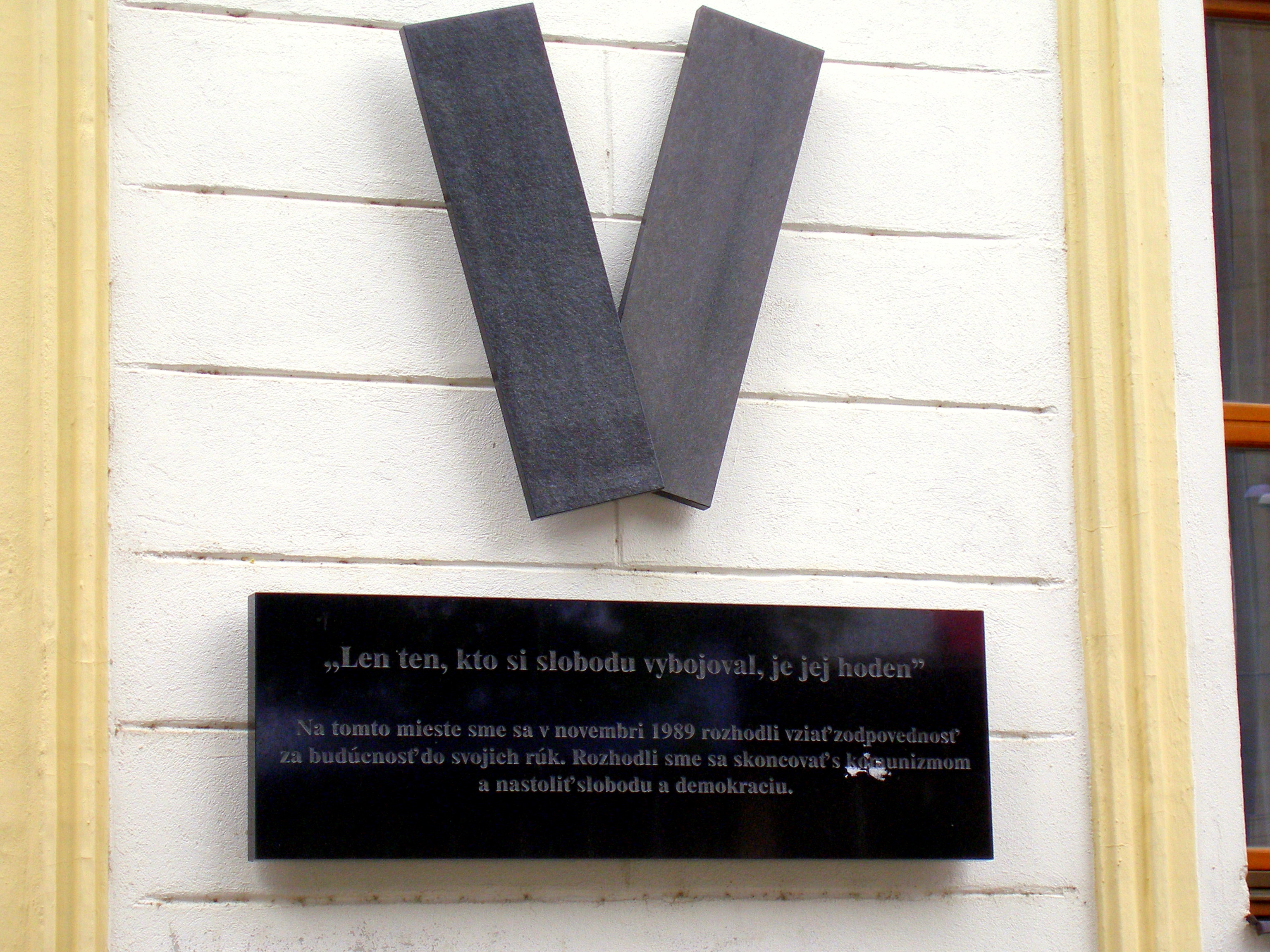
Tablica upamiętniająca aksamitną rewolucję – Bratysława

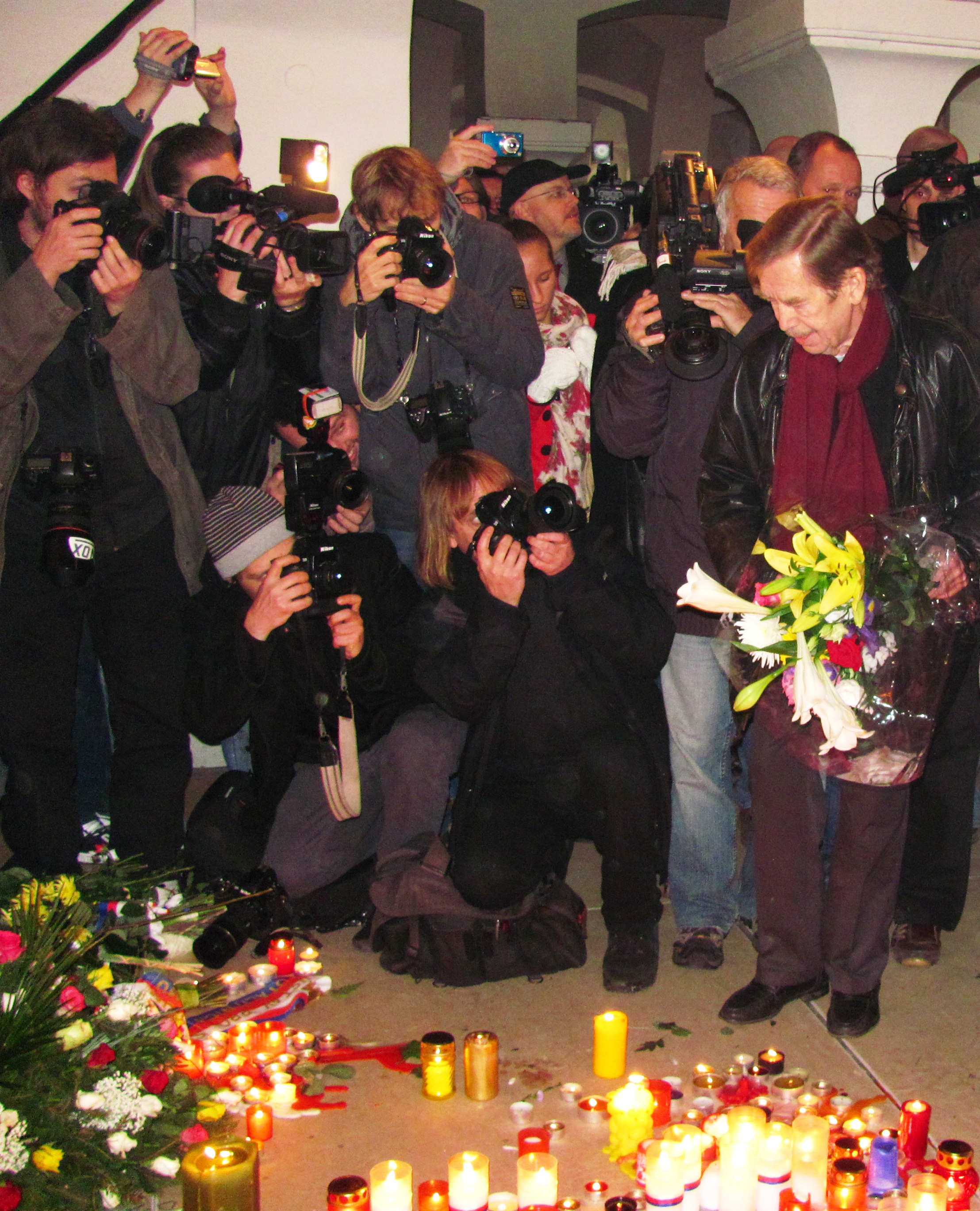
Václav Havel (po prawej) podczas uroczystości upamiętniającej 21. rocznicę wybuchu aksamitnej rewolucji, 17 listopada 2010

29 listopada Zgromadzenie Federalne usunęło z konstytucji zapisy o przewodniej roli partii. Powołano komisję do zbadania przebiegu wydarzeń z 17 listopada 1989 roku. 3 grudnia doszło do zmian w rządzie Adamca, jednak rekonstrukcja rządu nie zadowoliła opozycji. 7 grudnia Adamec podał się do dymisji. W obawie przed kolejnym strajkiem generalnym 10 grudnia prezydent Gustáv Husák powołał rząd koalicyjny z udziałem opozycjonistów. Na jego czele stanął komunista Marián Čalfa (wystąpił z partii w styczniu 1990 roku). W nowym rządzie znalazło się dziesięciu komunistów, czterech reprezentantów stronnictw sojuszniczych i siedem osób bezpartyjnych. Po powołaniu rządu Husák ogłosił rezygnację z urzędu prezydenta. 28 grudnia parlament uchwalił ustawę, która umożliwiła samodzielne kooptowanie nowych posłów. Nowym przewodniczącym parlamentu został Alexander Dubček. 29 grudnia Zgromadzenie Federalne jednogłośnie wybrało Václava Havla na prezydenta Czechosłowacji.

## Dalsze wydarzenia
Przed wyborami zmieniono nazwę państwa i godło oraz przeprowadzono szereg reform politycznych, społecznych i gospodarczych. W kwietniu 1990 roku ogłoszono federalizację państwa. W dniach 8–9 czerwca 1990 roku odbyły się wolne wybory. W Czechach najwięcej głosów zdobyło Forum Obywatelskie, a na Słowacji Społeczeństwo przeciw Przemocy. Forum Obywatelskie zdobyło ok. 50% głosów do Izby Ludów (izby niższej parlamentu), a Społeczeństwo przeciw Przemocy 37,3% głosów. Obie formacje rozpadły się w wyniku rozdźwięku pomiędzy politycznym idealizmem Havla i jego zwolenników, a poprawą sytuacji materialnej społeczeństwa.
W 1991 roku z Forum Obywatelskiego wyłoniła się Obywatelska Partia Demokratyczna (cz. Občanská demokratická strana, ODS), a z Społeczeństwa przeciw Przemocy Partia Ludowa – Ruch na rzecz Demokratycznej Słowacji (słow. Ľudová strana – Hnutie za demokratické Slovensko, HZDS). Václav Klaus (lider ODS) i Vladimír Mečiar (przywódca HZDS) uznali, że dalsze utrzymanie Czechosłowacji będzie wywoływać nowe wzajemne oskarżenia Czechów i Słowaków o ekonomiczne wykorzystywanie drugiej strony. Pełniący funkcję premierów Republiki Czeskiej Klaus i Republiki Słowackiej Mečiar zdecydowali się na podział kraju. 1 stycznia 1993 roku Czechosłowacja rozpadła się na Czechy i Słowację.
W przeprowadzonym przez Centrum Badań Opinii Publicznej w maju 2018 roku badaniu prawie trzy czwarte Czechów pozytywnie oceniło aksamitną rewolucję, a wydarzenie to było najlepiej postrzegane ze wszystkich istotnych momentów historycznych ostatnich stu lat.